# Roger Manderscheid

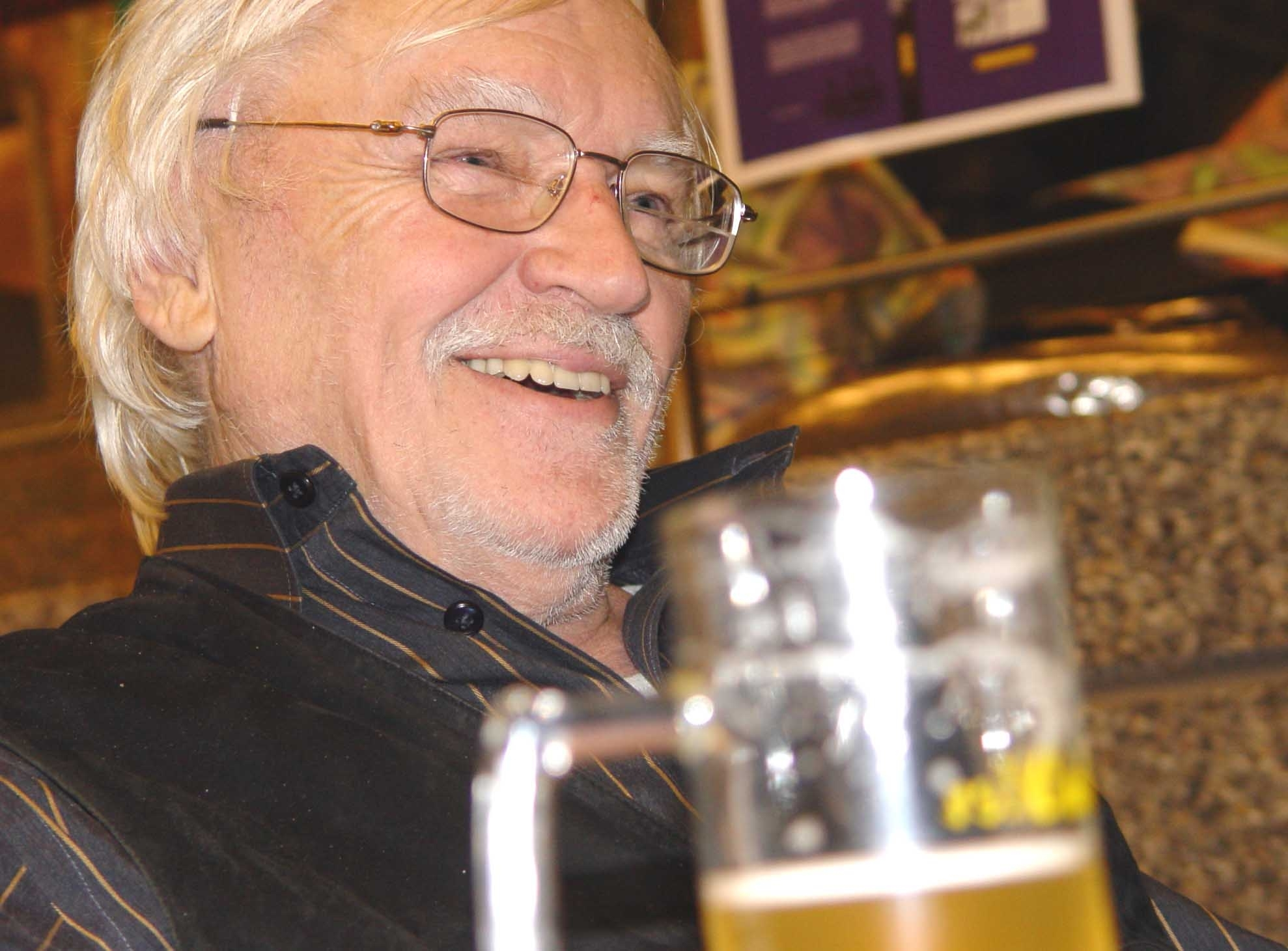
Roger Manderscheid im November 2004

Roger Manderscheid (* 1. März 1933 in Itzig (Hesperingen); † 1. Juni 2010 in Hesperingen) war ein luxemburgischer Schriftsteller.

## Werdegang
Manderscheid, Sohn eines Stellmachers, besuchte von 1946 bis zum Abschluss des Abiturs 1952 das Athenäum in Luxemburg und war anschließend kurze Zeit als Ersatzlehrer in Consdorf und Eisenbahnbeamter in Bettemburg tätig. Von 1953 bis 1956 war er Reserveoffizier der Armee. Daraufhin stand Manderscheid ab 1956 als Beamter im Dienst des Arbeitsministeriums und war von 1977 bis 1993 Inspecteur principal des Kultusministeriums. Er war Gründungsmitglied des Lochness-Verlags Luxemburger Autoren, der Édition ultimomondo und der Lëtzebuerger Konschtgewerkschaft sowie Mitglied im P.E.N.-Zentrum Deutschland und bis 1997 Präsident des Luxemburger Schriftstellerverbandes (LSV), seit 1997 Ehrenpräsident.
Manderscheid schrieb Gedichte, Hörspiele, Theaterstücke, Kurzgeschichten und Romane auf Deutsch und Luxemburgisch.
Sein bekanntestes Werk ist eine luxemburgische Roman-Trilogie, deren erster Band, Schacko Klak, 1989 unter Regie von Frank Hoffmann und Paul Kieffer verfilmt wurde. In diesem Buch berichtet er, wie er die Kriegszeit als kleiner Junge empfunden hat. Es folgten De Papagei um Käschtebam mit Szenen aus der Nachkriegszeit sowie Feier a Flam.

## Auszeichnungen
- 1990: Luxemburgischer Literaturpreis Prix Batty Weber (Laudatio: Cornel Meder[4])
- 1992: Prix Servais für seinen Roman De papagei um käschtebam (1991)
- 1995: Erster Preis im Nationalen Literaturwettbewerb für die Kurzgeschichte Pflastersteine
- 2005: Gustav-Regler-Preis der Kreisstadt Merzig für sein Gesamtwerk
- 2008: Lëtzebuerger Buchpräis des Verbands der Luxemburger Buchverleger[2]

## Werke (Auswahl)

### Theaterstücke
- den ubbu gëtt kinnek. Nach Alfred Jarry: König Ubu. Uraufführung: Wiltzer Festspiele 1980, Regie: Ed Kohl (Neufassung: Uraufführung: Stadttheater Esch-Alzette 1997).
- eng nuecht um kuelebierg. Nach Eugène Labiche: L'Affaire de la rue de Lourcine. Uraufführung: Théâtre des Capucins, Luxemburg 1985.
- rout rouse fir den herkul grün. Uraufführung: Théâtre du Centaure, Luxemburg 1998.

### Rundfunk
- die glaswand. Deutschlandfunk. 1967.
- radiografie. Saarländischer Rundfunk/Westdeutscher Rundfunk. 1970.
- burgbesichtigung. Westdeutscher Rundfunk. 1970.
- papiertiger. Westdeutscher Rundfunk. 1971.
- schrott. Saarländischer Rundfunk/Südwestfunk/Süddeutscher Rundfunk. 1978.
- den horizont platzt. Erënnerungen un de Krich 1940–1945. RTL. 1985.
- intercity antwerpen zoo. Westdeutscher Rundfunk/Österreichischer Rundfunk. 1995.
- penalty. Saarländischer Rundfunk. 1995.

### Film
- Stille Tage in Luxemburg. Regie: Georg Bense. Saarländischer Rundfunk. In: Topografie. Ein Autor und seine Stadt. 3. Oktober 1973.

### Tonträger
- Biller vum Duerf. Literaturkassette. Op der Lay/Editions Phi, Esch-Sauer/Echternach 1991 (zusammen mit Guy Rewenig).